# قوس شیب

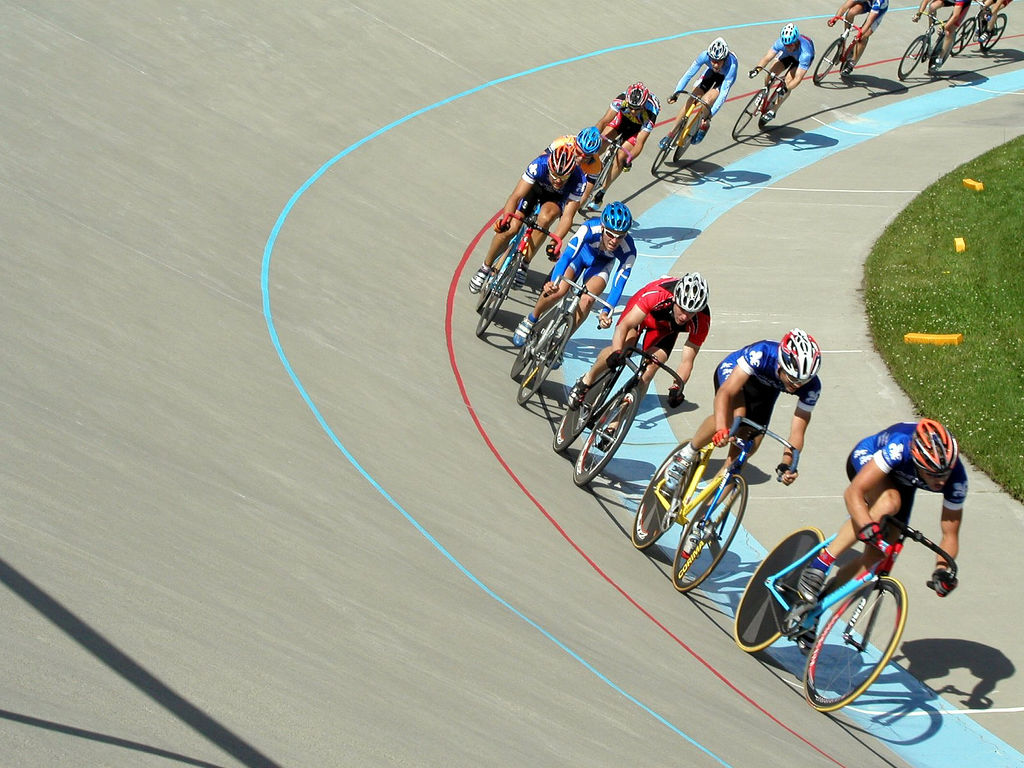
قوس شیب در یک ولودروم

 اختلاف ارتفاع عرضی دو لبهٔ راه در سرِ پیچ‌ها برای حذف نیروی گریز از مرکز را قوس شیب (انگلیسی: Cant) می‌گویند.
قوس شیب در خطوط ترابری ریلی یا زاویه کجی در یک جاده (که با نام‌های شیب اضافی، شیب عرضی یا افت عرضی نیز شناخته می‌شود)، نرخ تغییر ارتفاع بین دو ریل یا لبه‌های جاده را نشان می‌دهد. این شیب معمولاً در مکان‌هایی که خطوط ریلی یا جاده خمیده هستند بیشتر است. بالا بردن ریل بیرونی یا لبه بیرونی جاده، پهلوگردی ایجاد می‌کند و این امکان را فراهم می‌آورد که وسایل نقلیه با سرعت بیشتری از پیچ عبور کنند، در مقایسه با زمانی که سطح کاملاً صاف است.

## ریل

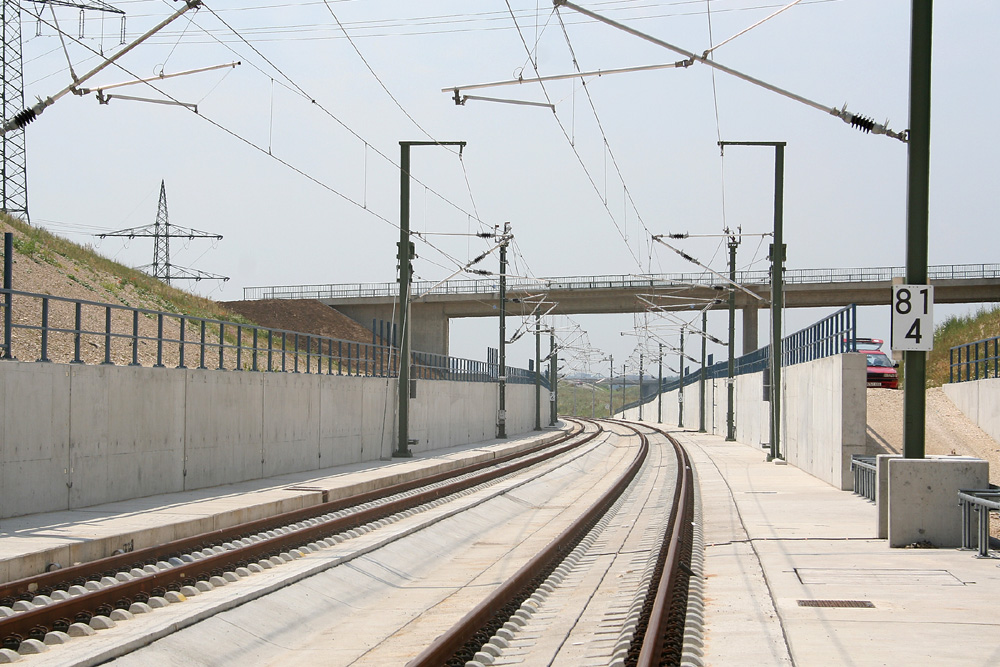
قوس شیب در یک پیچ از خط نورنبرگ–اینگولشتات

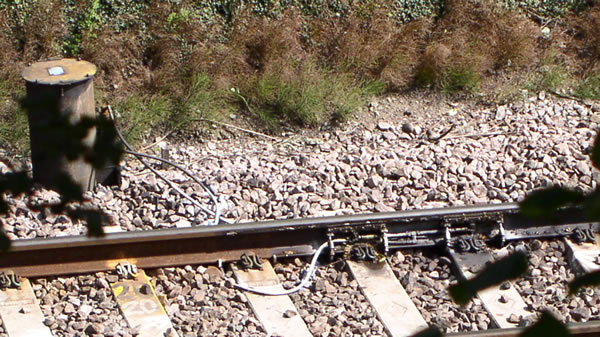
دستگاه روان‌کاری خط در یک پیچ معکوس در منطقه‌ای که به دلیل رطوبت مستعد حرکت است

### قوس شیب در خطوط ریلی
اهمیت قوس شیب
در خطوط ریلی خمیده، ریل بیرونی بالاتر قرار می‌گیرد و یک پیچ بانکی ایجاد می‌کند. این امر به قطارها اجازه می‌دهد که با سرعت بیشتری از پیچ‌ها عبور کنند و فشار لبه‌های چرخ‌ها به ریل‌ها را کاهش می‌دهد، که در نتیجه اصطکاک و سایش را به حداقل می‌رساند. تفاوت ارتفاع بین ریل بیرونی و درونی در بسیاری از کشورها به‌عنوان قوس شیب شناخته می‌شود.
عملکرد قوس شیب
عملکردهای اصلی قوس شیب عبارتند از:
- بهبود توزیع بار بر روی هر دو ریل
- کاهش سایش ریل‌ها و چرخ‌ها
- خنثی‌سازی اثر نیروهای جانبی
- بهبود راحتی مسافران

در پیچ‌های افقی، انحنا باعث ایجاد نیروی گریز از مرکزی می‌شود که به سمت بیرون بر چرخ بیرونی اثر می‌گذارد. هرچه شعاع انحنا کوچکتر باشد، نیروی گریز از مرکز بیشتر است. شیب اضافی به این معنی است که لبه بیرونی ریل نسبت به لبه درونی بالا برده می‌شود. این امر باعث ایجاد یک نیروی گرانشی در جهت مخالف نیروی گریز از مرکز می‌شود. این تنظیم باعث بهبود توزیع بار بر روی هر دو ریل، تضمین پایداری و ایمنی قطارها در هنگام عبور از پیچ و افزایش راحتی مسافران می‌شود.
این پایداری مانع از تماس فلنج‌های چرخ با ریل می‌شود و اصطکاک، سایش و صدای جیغ ریل را به حداقل می‌رساند.

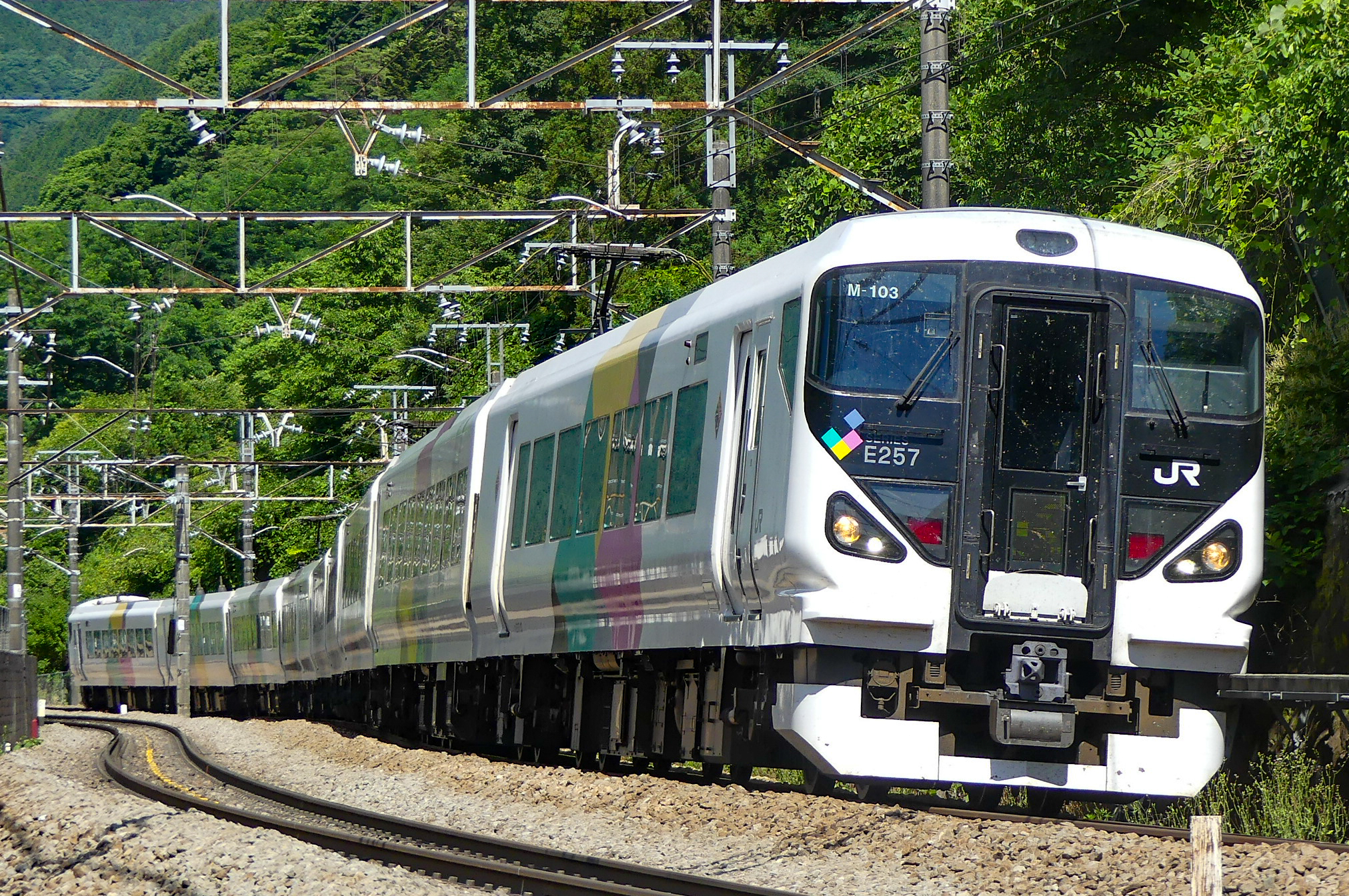
یک قطار سری ۲۵۷ در یک پیچ S شکل در ژوئن ۲۰۱۸ که تأثیر شیب اضافی در خطوط ریلی را نشان می‌دهد

میزان شیب مورد نیاز در یک پیچ به سرعت مورد انتظار قطارها و شعاع انحنا بستگی دارد: هرچه سرعت بیشتر باشد، نیروی گریز از مرکز نیز بیشتر خواهد بود. با این حال، ممکن است از یک مقدار مصالحه‌ای استفاده شود، به‌ویژه اگر قطارهای کندتر گاهی از خطوطی که برای قطار تندرو طراحی شده‌اند استفاده کنند.
هدف اصلی این است که قطارها بدون تماس فلنج حرکت کنند، که این موضوع همچنین به پروفایل تایر چرخ‌ها بستگی دارد. باید برای سرعت‌های مختلف قطارها نیز برنامه‌ریزی شود. قطارهای کندتر در پیچ‌ها تمایل به تماس فلنج با ریل داخلی دارند، در حالی که قطارهای سریع‌تر به سمت بیرون متمایل شده و با ریل بیرونی تماس پیدا می‌کنند. هرکدام از این تماس‌ها می‌توانند استهلاک را افزایش داده و ممکن است به خروج از خط منجر شوند. بسیاری از خطوط تندرو به قطارهای باری کندتر، به‌ویژه با بار محوری سنگین‌تر، اجازه تردد نمی‌دهند. در برخی موارد، اثرات این مسئله با استفاده از روان‌کاری فلنج کاهش می‌یابد.
به‌طور ایدئال، خط باید دارای ریل‌بندهای نزدیک‌تر و پارسنگ عمیق‌تر باشد تا نیروهای افزایش‌یافته در پیچ‌ها را تحمل کند.
در انتهای یک پیچ، جایی که ریل‌ها به حالت مستقیم بازمی‌گردند، میزان قوس شیب نمی‌تواند بلافاصله از صفر به حداکثر تغییر کند. این تغییر باید به‌صورت تدریجی (شیب‌راه) در یک منحنی انتقالی مسیر انجام شود. طول این انتقال به حداکثر سرعت مجاز بستگی دارد؛ هرچه سرعت بیشتر باشد، طول بیشتری موردنیاز است.
برای ایالات متحده، با حداکثر شیب اضافی غیرمتعادل استاندارد ۷۵ میلیمتر (۳ اینچ)، فرمول زیر استفاده می‌شود:
{\displaystyle v_{max}={\sqrt {\frac {E_{a}+3}{0.00066d}}}}
که در آن:
{\displaystyle E_{a}}: شیب اضافی به اینچ
{\displaystyle d}: انحنای مسیر برحسب درجه به ازای هر ۱۰۰ فوت
{\displaystyle v_{max}}: حداکثر سرعت به مایل بر ساعت است.
حداکثر مقدار قوس شیب (ارتفاع ریل بیرونی بالاتر از ریل داخلی) برای خطوط ریلی ریل استاندارد تقریباً ۱۵۰ میلیمتر (۶ اینچ) است. برای خطوط ریلی سریع‌السیر در اروپا، حداکثر قوس شیب زمانی که قطارهای باری کندتر مجاز نیستند، ۱۸۰ میلیمتر (۷ اینچ) است.
شیب اضافی غیرمتعادل (کمبود قوس شیب) در ایالات متحده به ۷۵ میلیمتر (۳ اینچ) محدود شده است، اگرچه ۱۰۲ میلیمتر (۴٫۰ اینچ) با مجوز استثنایی مجاز است. در خطوط ریلی اروپایی، مقدار حداکثر بر اساس کشور متفاوت است؛ برخی از کشورها دارای پیچ‌هایی با بیش از ۲۸۰ میلیمتر (۱۱ اینچ) شیب اضافی غیرمتعادل برای حمل‌ونقل سریع هستند. مقادیر بالاتر فقط برای قطار مایل‌بدنه استفاده می‌شود، زیرا برای مسافران در واگن‌های معمولی ناراحت‌کننده خواهد بود.

## فیزیک قوس شیب
به‌طور ایدئال، میزان قوس شیب {\displaystyle E_{a}}، با توجه به سرعت {\displaystyle v} قطار، شعاع انحنا {\displaystyle r} و عرض ریل {\displaystyle w}، باید رابطه زیر را برقرار کند:
{\displaystyle v^{2}={\frac {E_{a}rg}{\sqrt {w^{2}-E_{a}^{2}}}}\approx {\frac {E_{a}rg}{w}}}
که در آن {\displaystyle g} شتاب گرانشی است. این رابطه از تعادل بین وزن، نیروی گریز از مرکز و نیروی عمودی (مولفه افقی نیروی گرانشی مایل) به دست می‌آید. در این تقریب، فرض می‌شود که قوس شیب در مقایسه با عرض ریل کوچک است.
شیب اضافی غیرمتعادل {\displaystyle E_{u}} به‌عنوان حداکثر میزان اضافی شیب تعریف می‌شود که ممکن است برای قطاری که با سرعتی بالاتر از سرعت طراحی‌شده حرکت می‌کند، موردنیاز باشد. این مقدار حداکثر سرعت مجاز {\displaystyle v_{max}} را تعیین می‌کند. فرمول این‌گونه است:
{\displaystyle v_{max}\approx {\sqrt {\frac {(E_{a}+E_{u})rg}{w}}}={\sqrt {\frac {(E_{a}+E_{u})g}{dw}}}}
که در آن {\displaystyle d=1/r} انحنای مسیر است، که همچنین نشان‌دهنده تغییر مسیر به رادیان در هر واحد طول مسیر است.
در ایالات متحده، حداکثر سرعت تحت قوانین خاصی تعیین می‌شود. با استفاده از مقادیر {\displaystyle g=32.17\,\mathrm {ft/s^{2}} }، {\displaystyle w=56.5\,\mathrm {in} } و عوامل تبدیل واحدهای معمولی آمریکا، حداکثر سرعت قطار روی مسیرهای خمیده برای شیب اضافی یا شیب غیرمتعادل مشخص از فرمول زیر محاسبه می‌شود:
{\displaystyle v_{max}\approx {\frac {3600}{63360}}{\sqrt {\frac {32.17\cdot 12(E_{a}+E_{u})}{56.5\cdot d{\frac {\pi }{1200\cdot 180}}}}}\approx {\sqrt {\frac {E_{a}+E_{u}}{0.00066d}}}}
که در آن:
{\displaystyle E_{a}} و {\displaystyle E_{u}}: به اینچ
{\displaystyle d}: درجه انحنا به درجه در هر ۱۰۰ فوت
{\displaystyle v_{max}}: به مایل بر ساعت.

### مثال‌ها
در استرالیا، شرکت راه‌آهن استرالیا برای افزایش سرعت در پیچ‌هایی با شعاع کمتر از ۸۰۰-متر (۲٬۶۲۵-فوت)، با جایگزینی ریل‌بندهای چوبی با ریل‌بندهای بتنی، قوس شیب را افزایش می‌دهد.

### قوس شیب در خطوط ریلی
ریل‌ها معمولاً با زاویه‌ای حدود ۵ تا ۱۰ درصد به سمت داخل خم می‌شوند.
در سال ۱۹۲۵، حدود ۱۵ خط ریلی از ۳۶ خط اصلی در آمریکا این روش را پذیرفتند.

## جاده‌ها

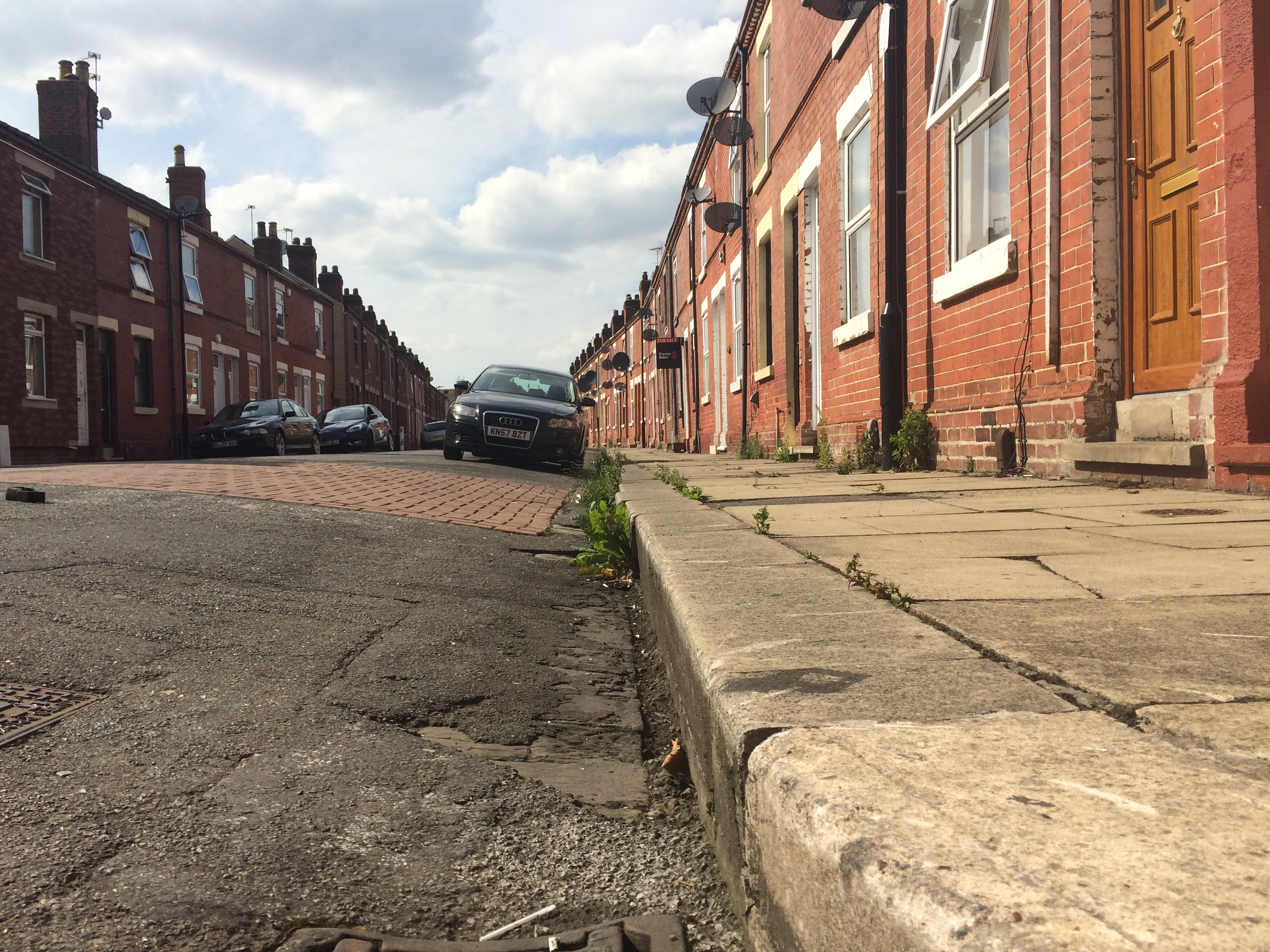
شیب‌های تندتر یا قوس‌های بیشتر در خیابان‌های مسکونی رایج است و به تخلیه آب به جوی کمک می‌کند.

در مهندسی عمران، قوس شیب معمولاً با نام‌های شیب عرضی یا کمبر شناخته می‌شود. این ویژگی به تخلیه آب باران از سطح جاده کمک می‌کند. در بخش‌های مستقیم یا با انحنای کم، معمولاً مرکز جاده بالاتر از لبه‌ها قرار دارد. این حالت که "تاج عادی" نامیده می‌شود، باعث جریان آب باران به اطراف جاده می‌شود.
در حین انجام کارهای جاده‌ای که شامل مسیرهای موقت است، ممکن است شیب مخالف حالت عادی باشد، به‌عنوان مثال، با لبه بیرونی بالاتر، که باعث می‌شود وسایل نقلیه به سمت ترافیک مقابل متمایل شوند. در بریتانیا، این وضعیت با علائم هشداردهنده با عنوان «شیب معکوس» مشخص می‌شود.
در پیچ‌های تندتر، لبه بیرونی پیچ بالا برده می‌شود یا شیب اضافی داده می‌شود تا به عبور وسایل نقلیه از پیچ کمک کند. مقدار شیب اضافی با توجه به سرعت طرح و میزان تندی پیچ افزایش می‌یابد.

### شیب معکوس

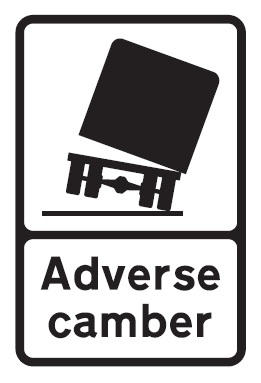
پیچ با احتمال کجی وسیله نقلیه سنگین به سمت چپ (تابلوی جاده در بریتانیا)

یک پیچ با شیب معکوس به حالتی گفته می‌شود که خلاف پهلوگردی است، یا حالتی که لبه بیرونی پیچ پایین‌تر از لبه داخلی است. پیچ‌های با شیب معکوس هم مورد ترس و هم مورد علاقه رانندگان ماهر هستند.
مدیریت این پیچ‌ها بخش مهمی از مهارت کنترل وسیله نقلیه است، چه در وسایل نقلیه تک‌مسیر و چه خودروها، چه موتوری و چه انسانی، چه در مسیرهای بسته و چه باز، و چه در سطوح آسفالته و چه غیرآسفالته.
در مسیرهای مسابقه، این پیچ‌ها یکی از عوامل مهندسی در اختیار طراح مسیر هستند که برای به چالش کشیدن و آزمایش مهارت رانندگان استفاده می‌شوند. پیچ‌های با شیب معکوس در یک راهنمای آموزشی برای رانندگان حرفه‌ای به‌عنوان «سخت‌ترین پیچ‌هایی که در مسیر با آن‌ها مواجه خواهید شد» توصیف شده‌اند.
در خیابان‌ها، این پیچ‌ها بخشی از برخی از معروف‌ترین جاده‌های آسفالته دنیا هستند، مانند "اژدها" (US 129) در Deals Gap, "الماس‌پشت" (NC 226A) در کارولینای شمالی، مسیر ۷۸ در اوهایو، مسیر ۱۲۵ در پنسیلوانیا، مسیر ۳۳ در کالیفرنیا، و مثلث Betws-y-Coed در اسنودونیا در ولز.
برای دوچرخه‌سواران کوهستان و موتورسواران در مسیرهای خاکی و جنگلی، پیچ‌های با شیب معکوس چالشی هستند و می‌توانند به‌عنوان ویژگی طراحی‌شده یا طبیعی در مسیرهای تک‌مسیره ظاهر شوند. در سیکلوکراس، بخش‌های با شیب معکوس بسیار رایج هستند زیرا مسیرها در امتداد یال‌ها پیچ‌وتاب می‌خورند و سختی مسیر را افزایش می‌دهند.
در مدارهای مسابقه مجازی، قوس و شیب توسط بازی مسابقه و بازی ویدئویی شبیه‌سازی به دقت کنترل می‌شود تا سطح دشواری مورد نظر طراح را ایجاد کند.